# Jack Hargreaves
Pour les articles homonymes, voir Hargreaves.
Jack Hargreaves, né le 24 juillet 1993 à Wellington en Nouvelle-Galles du Sud, est un rameur d'aviron australien. Il a représenté l'Australie aux Jeux de Tokyo 2020 où il obtient une médaille d'or en quatre sans barreur.

## Carrière
Hargreaves étudie au collège Saint Joseph d'Hunters Hill et commence à ramer en 2007. Il fait ses débuts en Coupe du monde d'aviron en 2013 avec le huit de Nouvelle-Galles du Sud junior. Aux Championnats du monde des moins de 23 ans, le huit australien se classe dixième en 2013. En 2014, il est associé à Nicholas Wheatley en deux sans barreur et remporte la médaille d'argent aux championnats du monde U23 derrière les Italiens. En 2015, la paire termine également deuxième aux championnats du monde espoirs, battus cette fois-ci par les Roumains. Ils s'engagent chez les seniors lors des championnats du monde 2015 où Wheatley/Hargreaves prennent la sixième place.
Dans la saison post-olympique 2017, Hargreaves intègre le huit australien et le quatre sans barreur. Lors des championnats du monde en Floride, le quatre australien sans barreur remporte le titre, équipage composé de Hicks, Turrin , Hargreaves et Hill. Ce même quatuor australien domine la saison 2018avec des victoires en Coupe du monde à Linz et Lucerne ainsi qu'aux mondiaux de Plovdiv. L'équipage a moins de réussite aux championnats 2019 à Ottensheim où l'Australie doit se contenter de la victoire en finale B (O'Brien/Purnell/Hargreaves/Hill).
Le quatre est toutefois qualifié pour les Jeux de Tokyo 2020 qui seront reportés en 2021. En série, le bateau composé de Hargreaves, Hill, Purnell et Turrin remporte leur série et se qualifie directement pour la finale A . Lors de la régate finale, ils détiennent une avance sur tous leurs concurrents durant les 500 premiers mètres mais voient le retour des britanniques qui perdent néanmoins tout espoir de revenir lors du troisième quart de course s'écartant de leur couloir ; finalement, les Australiens l'emportent en 5 min 42.76 s devant les Roumains en établissant un nouveau record olympique. 